# Boktai 3: Sabata's Counterattack
Boktai 3: Sabata's Counterattack (新ボクらの太 
陽逆襲のサバタ Shin Bokura no Taiyo: Gyakushū 
no Sabata?,  Lit. Boktai 3: Sabata contraataca y también conocido como Shinbok o Shinboktai) es un videojuego desarrollado y publicado por 
Konami para Game Boy Advance. Es el tercer juego de la serie Boktai, y (a diferencia de los dos anteriores) fue lanzado sólo en Japón, el 28 de julio de 2005.

## Prólogo
Vanargand, una antigua bestia conocida como "Eterna", que había sido sellada por la Familia Lunar desde hace mucho tiempo es despertada por el Chico Oscuro y Belleza Lunar Sabata. La bestia ataca a Sabata, y después de la corta batalla el Chico Oscuro es derrotado por la bestia. Un nuevo Inmortal aparece, Ratatosk, que utiliza sus habilidades como maestro de marionetas contra Sabata para que actúe contra su voluntad y se una a ellos en su búsqueda para destruir toda la vida.

## Historia del juego
La historia comienza con La Leyenda de los Guerreros de la Luz. Cuenta la leyenda que los guerreros fueron traicionados por su amigo, nunca siquiera lucharon contra la Bestia Eterna. A causa de su muerte, los Inmortales gobernaron la tierra, dirigidos por el Señor de la Destrucción, Ratatosk.
Sabata se despierta en la luna, confundido. Sabata intenta defenderse de un misterioso enemigo, pero Vanargand lo termina con un ataque de rayo solar. Ratatosk aparece y le dice a Sabata que necesita su sangre de Chico Lunar para controlar la Bestia Eterna. Ratatosk entonces posesiona a Sabata.
Django, casi muerto y sellado en una tumba, se despierta gracias a la sangre de vampiro que había impedido su muerte. Sufriendo de un pequeño episodio de amnesia, él y Otenko intentan salir de las catacumbas, sin embargo, la salida está cerrada. Desconocido para ellos, un niño del futuro, Trinity, accidentalmente les ayuda, rompiendo el sello (aterrizando en el mismo) y permitiendo a Django y Otenko salir.
Una vez fuera, Django recuerda lo último que vio antes de que él fuese enterrado, un nuevo grupo de Inmortales, liderado por Sabata, que aparentemente ha decidido volverse contra él. El recién revivido Conde de Groundsoaking Blood se muestra y advierte a Django de nuevas amenazas.
Django vuelve a San Miguel, donde conoce a todos en la ciudad, y le dan el ataúd vector/moto ataúd, una máquina que le permite viajar por todo el continente, así como actuar como un ataúd para purificar Inmortales pero tiene límite de tiempo para llevarlo al pile driver. Si el ataúd marca 0, el inmortal escapa.
El Chico Solar se dirige a Lifeless Town, que está siendo atacada por los Inmortales, encontrando que el Conde es el Inmortal a cargo. Trinity intenta atacar al Conde, pero es empujado rápidamente hacia un lado. Django derrota al Conde en la batalla y lo lleva en el ataúd de nuevo al Piledriver donde lo purifica, de nuevo ... o eso es lo que piensa. Uno de los murciélagos del Conde ha sobrevivido, oculto bajo Trinity, y se regenera.
En la siguiente misión, Django tiene que subir al Árbol Antiguo. En la parte superior esta Wings of Death Hresvelgr, el segundo inmortal, que ha capturado a Trinity y lo utiliza como cebo para atraer a Django, así como succionar el poder del árbol. Mientras mantiene a Trinity fuera de riesgo, Django derrota a Hresvelgr, llevándose el ataúd al Piledriver y lo purifica con éxito. Sin embargo, mientras Django intenta regresar a San Miguel, El Conde vuelve a aparecer, y desafía a Django. Trinity huye del lugar. Nubes negras cubren el cielo y empieza a llover Materia Oscura sobre Django. Trinity se da cuenta de que La Leyenda de los Guerreros de la Luz es una historia verdadera: acerca de Django. Él cree que Django muere y el mundo llega a su fin porque él "traiciona" a Django. Antes de que el Conde pueda matar Django, mientras tanto, el Árbol Antiguo le da a Django un nuevo poder, y despeja las nubes. Con estos nuevos poderes él derrota al Conde fácilmente. Trinity le dice a Django su historia, diciendo que ha llegado desde el futuro para cambiar el destino del mundo que se hundió en la oscuridad.
Mientras viaja a través de la Montaña Blanca, Django de encuentra el fantasma de la Bruja Llorrona/Banshee Carmilla, cuya alma fue aparentemente liberada del cuerpo de Sabata. Ella apenas recuerda lo que ha sucedido, pero ella desaparece antes de Django puede saber acerca de lo que sucedió. Al final de este escenario, Django tiene que pelear contra su propio hermano, Sabata, y le vence. Después de Django purifica a Sabata en el Piledriver, Ratatosk viene y toma a Sabata. Django encuentra una nota que Sabata le ha dejado en el ataúd que le dice cómo llegar al Castillo Oscuro. La única manera es a través del Magic Cannon, en una isla en el mar. 
Django viaja a la Isla Pirata, donde conoce más acerca de Carmilla, y sobre lo que pasó. Django derrota al Rey Máquina Nidhoggr, el Inmortal a cargo de prevenir que Django vaya al espacio, y lo lleva al Piledriver. Teniendo un barco utilizable, Django regresa al lugar donde luchó. El Chico Solarentra en el cañón y se dispara hacia espacio, para aterrizar en el Castillo Oscuro.
Apareciendo en el piso más bajo, Django debe subir hasta el piso superior. Una vez terminado los rompecabezas del castillo, Django llega a la zona donde Sabata y el una vez lucharon. Django se encuentra a Sabata ahí, que afirma haber matado a Ratatosk. Trinity aparece y 
le advierte a Django que es una trampa. Este es en realidad es Ratatosk disfrazado de Sabata. Trinity ataca a Ratatosk, venciendo a Trinity con un látigo. Django se transforma en Sol Django, pero queda paralizado por un ataque hacia a Otenko. Trinity es entonces atrapado en una dimensión oscura, y Ratatosk escapa. 
Cuando el jugador va después tras Ratatosk, Django llega al salón de trono de Hel , donde lucha contra Ratatosk, el Marionetista, el Inmortal que controla a Sabata desde el principio. Ratatosk es derrotado y purificado, y Django debe salvar a su hermano, se dirige a la última zona del juego, el paraíso perdido Mahabora, que se encuentra en la luna.
Una vez en el Paraíso (Mahabora), Django encuentra el alma de Sabata, y aprende más sobre los intentos de hermano para encontrar una manera de revivir Carmilla, y cómo fue engañado en esto. Sin embargo, Vanargand poco a poco tomando el control de él, y para salvarlo, Django debe viajar a lo más profundo de la Luna, donde Vanargand duerme. 
Django encuentra a Carmilla antes del último nivel y después de hablar, decide hacer todo lo posible para salvar el mundo, incluso si eso significa perder a su hermano. 
Llegando al núcleo, Django lucha contra Vanargand (y Sabata). Después de una larga y ardua batalla, Django derrota la criatura. Vanargand se convierte en piedra, petrificado por la magia de Carmilla. Otenko y Carmilla aparecen, y deciden sellar a Vanargand de nuevo, para evitar su despertar otra vez. Mientras Django monta su moto en el camino hacia la plaza de teletransporte que lo llevara a la tierra, un ruido le distrae de sus pensamientos en sus amigos y su hermano. Vanargand, se libera de la petrificación, le empieza a perseguir. Django intenta huir, y casi se da por vencido hasta que Carmilla le dice a Django acerca del plan - llevar a Vanargand a la luz del sol. Entonces, se produce una pseudo batalla de motos. Django logra llegar a la luz del sol, Otenko o Sabata (en su propia moto) es liberado de Vanargand. A medida que lleguen al final de la carretera, Django, Sabata u Otenko combinan sus poderes y terminan con Vanargand.

## Diferencia entre finales
Algunas partes cambian dependiendo de algunas acciones durante el juego, hay cuatro finales para este juego: 
Final Peor
Sabata se libera del cuerpo de Vanargand, Django el Negro vence a Vanargand, Sabata muere y se va con Carmilla. 
Final Malo
Sabata se libera del cuerpo de Vanargand, Django el Negro vence a Vanargand, Sabata está vivo y liberado de la bestia. 
Final Bueno
Otenko es liberado y él y Django derrotan a Vanargand, Sabata muere y se queda con Carmilla. 
Final Mejor
Otenko es liberado y él y Django derrotan Vanargand, Sabata se libera de la del cuerpo de la Bestia Eterna y Carmilla se queda para ver el sellado de la bestia.
Después de los créditos, dependiendo del final, se puede ver a Django observando el amanecer (o la Luna si Otenko está muerto) en el árbol de la entrada del Árbol Antiguo, pensando en todos los eventos; si Sabata si está vivo, el tira a Trinity de las ramas del árbol; en caso contrario Trinity cae por sí solo. Logró escapar de la Dimensión Oscura, y ahora se llama a sí mismo el Guerrero Legendario; si Otenko está vivo, él se enoja con Trinity y el niño le empuja lejos, si Otenko no está vivo, Trinity corre en frente de Django durante el último momento.

## Modo de Juego

### Forja solar
La forja solar fue mejorada, pero requiere un arma dividida por tipo: florente, sables, katanas, espadas y espadas largas; y una parte de armadura, dividida en casco, ropa, guantes y botas. Puedes usar la forja solar la primera vez que entres a San Miguel. Tienes 1 minuto para calentar la nueva arma y forjarla antes de que se enfríe. En caso de armas y partes de armadura de igual o menor nivel puede aumentar el grado de la misma arma, o incluso, añadir el grado SP, pero rebaja al antiguo arma si la parte de la armadura escogida es incorrecta. Ciertas partes de armadura correctas puede mejorar a nuevas armas o reparar las ya dañadas.

### Moto
El mecanismo de la moto es parecido a Excite Bike, pero en vez de recalentar la moto, recarga ENE cuando se juega al estar en contacto con el sol. Además, la moto tiene HP limitada, que es alterada solo con piezas. Si el HP cae a 0 durante la historia, se contará como partida fallada (igual se resetea pagando 200 SOLL y devolviéndote al mapamundi). Debe eliminar a los enemigos que aparecen en la pista y esquivar ciertos obstáculos que afecten a la velocidad o al HP. El objetivo es llegar a la meta sin destrozar la moto.

### Rockman.EXE Crossover
El crossover con Rockman (Megaman) sólo continua en la versión japonesa de Rockman.EXE 6 (Megaman Battle Network 6) con Rockman.EXE, Colonel.EXE y Blues.EXE haciendo apariciones como plushies, diversos equimamientos de Rockman, y un nuevo modo "Batalla de crossover 2" donde Django puede pelear con Rockman.EXE. Esta vez, el oponente es el Conde de Groundsoaking Blood (Hakushaku) (en Rockman.EXE 5, era Shademan.EXE).

### Precauciones
- Al igual que los 2 primeros juegos, evita cualquier forma de dañar el cartucho.
- El juego advierte si el sensor solar se sobrecalienta. Si pasa eso, Django se desmaya y se devuelve a San Miguel para descansar. Para evitar eso, guarde el juego y espere unas horas apagada o busca una sombra.